# Nannarrup hoffmani
Nannarrup hoffmani (лат.) — вид многоножек, открытый в 2002 году в Центральном парке Нью-Йорка. Они 10 мм в длину и имеют 82 ноги. Учёные считают, что вид происходит из Восточной Азии и был завезён в США на кораблях. Этот вид — первый вид животных за более чем столетие, открытый в Центральном парке и, возможно, это также самый мелкий из видов многоножек. Своё название он получил в честь доктора Ричарда Хоффмана, бывшего куратора беспозвоночных в Виргинском музее естественной истории, за его роль в идентификации этих многоножек. Они были обнаружены путём сбора образцов лиственной подстилки, который вёлся с 1998 года, после чего сотрудники музея пытались классифицировать найденных в образцах живых существ, а неопознанных отправляли Хоффману, который дополнительно консультировался с итальянскими учёными (которые, в свою очередь, вынесли окончательный вердикт об открытии нового вида многоножек и назвали его в честь своего американского коллеги).

## Описание и образ жизни
Эти многоножки живут в подстилке из палых и гниющих листьев. Они являются хищниками, поедая любых животных, с которыми могут справиться. Длина тела Nannarrup hoffmani составляет 10.3 мм, многоножки имеют не только 41 пару ног, но и ядовитые железы, которые открываются на концах первой пары ног (преобразованной в ногочелюсти), используемые для охоты.